# American Legislative Exchange Council
American Legislative Exchange Council (ALEC) ist eine amerikanische Non-Profit-Organisation (501(c)(3)-Status), deren Ziel vor allem die Erarbeitung und Verbreitung von Gesetzesvorlagen mit rechtsgerichteten bzw. unternehmensfreundlichen Inhalten für amerikanische Bundesstaaten ist.

## Geschichte und Aktivitäten
ALEC wurde 1973 von den konservativen Aktivisten Paul Weyrich, Henry Hyde und Lou Barnett gegründet. Zu den langfristigen Zielen, die mit ALECs Gesetzesvorlagen verfolgt werden, gehören die Verkleinerung des Staates, die Beseitigung von Regulierungen für Körperschaften und die Erschwerung von Vorhaben, wirtschaftlich oder politisch mächtige Personen zur Verantwortung zu ziehen. Körperschaften, die an ALEC spenden, behalten Veto-Recht über die Gesetzesvorlagen. Im Jahr 2011 erarbeitete ALEC u. a. Gesetzesvorlagen zur Privatisierung von Bildung, zur Zerschlagung von Gewerkschaften, zur Deregulierung zentraler Industriezweige und zur Einführung von „voter ID“-Gesetzen (die den Effekt haben, vor allem ärmeren Gesellschaftsschichten den Zugang zur Wahlurne zu erschweren).
ALEC zählt zu den Frontgruppen der organisierten Klimawandelleugnerszene und setzt sich in mehreren US-Bundesstaaten dafür ein, Bildungsangebote bezüglich des Klimawandels zu beschränken. Unter anderem versucht die Organisation seit Jahren, Maßnahmen für den Umwelt- und Klimaschutz zu verhindern. Wie die britische Tageszeitung The Guardian berichtete, versucht ALEC im Jahr 2014 unter anderem in einer größeren Kampagne Generalstaatsanwälte dazu zu bringen, juristisch gegen die von Barack Obama geplanten Maßnahmen zur Senkung der Kohlenstoffdioxidemissionen vorzugehen. Unter anderem arbeite ALEC eng mit dem damaligen Generalanwalt von Oklahoma Scott Pruitt zusammen, um diverse Umweltschutzbestimmungen zu verhindern oder aufzuweichen. 2013 stimmte sich beispielsweise Pruitts Büro mit ALEC ab, um zwei EPA-Regulierungen auszuhebeln, die die Nutzung erneuerbarer Energien und eine Begrenzung Smog-verursachender Chemikalien vorsahen. Mitarbeiter der Lobbygruppe trafen sich mit Pruitt und lieferten Textvorschläge für ihn; ein Offizieller der Organisation schrieb, die vorgebrachte Argumentation gegen diese Regulierung sei glaubwürdiger, wenn sie von staatlicher Seite vorgetragen würde. Einige Monate später stellte Pruitt die beiden Anträge.
Die Organisation lehnt eine Besteuerung von Tabakprodukten ab uns setzte sich in verschiedenen Staaten wiederholt gegen einheitliche Verpackungen von Raucherwaren ein, unter anderem in einer Eingebung an die Weltgesundheitsorganisation (WHO).
ALECs Gesetzesvorlagen werden jährlich ca. 1.000-mal in den Legislaturen der verschiedenen amerikanischen Bundesstaaten eingebracht; etwa 200 erlangen jährlich Gesetzeskraft.
Die Gesetzesvorlagen sind nur den Mitgliedern zugänglich: ca. 2.000 (fast ausschließlich republikanischen) Gesetzesgeber und ca. 300 Körperschaften. Durch ein Leak von über 800 Dokumenten kam es jedoch zur Veröffentlichung und öffentlichen Analyse der Inhalte von ALECs Produkten im Jahr 2011, so durch die Zeitschrift The Nation oder die progressive Non-Profit-Organisation Center for Media and Democracy. Auch durch FOIA-Anfragen der liberalen Non-Profit-Organisation Common Cause kam es 2011 zur Veröffentlichung von bis dato geheim gehaltenen Informationen über ALEC. Die Veröffentlichungen sorgten u. a. dafür, dass die Bürgerrechtsorganisation Color of Change im Dezember 2011 in offenen Briefen an Unternehmen, die Mitglieder in ALEC waren, die Frage stellte, wie sehr diese Unternehmen ihre Kunden aus Minderheiten schätzten; in der Folge und noch mehr nach dem Tod von Trayvon Martin (ALEC war für die Verbreitung von „stand your ground“-Gesetzen verantwortlich, die Personen das Einsetzen tödlicher Gewalt in bestimmten Situationen erlaubt) stellten mehrere Unternehmen, darunter McDonald’s, Wendy’s, Coca-Cola, PepsiCo, Yum! Brands, Procter & Gamble und Intuit, ihre Spenden an ALEC ein.
Nach Angaben von The Daily Beast kamen im Jahr 2013 einige IT-Firmen hinzu, unter anderem Google und Facebook, Yelp, Microsoft und Yahoo als Sponsoren und Fördermitglieder. Microsoft beendete seine Unterstützung im August 2014, als Grund nannten Berichte den Widerstand von ALEC gegen erneuerbare Energien. Ende September 2014 gab Google bekannt, dass die Mitgliedschaft bei ALEC zum Jahresende beendet werde. Die Unterstützung von ALEC sei ein Fehler gewesen. Der Klimawandel sei ein Fakt, und die Firma dürfe nicht mit Klimaskeptikern in einer Reihe stehen, da diese Leute „buchstäblich lügen“ würden. Auch Facebook, YELP, Yahoo und weitere IT-Firmen beendeten 2014 ihre Unterstützung oder kündigten dies an. Im Jahr 2015 folgte der Ölkonzern  Shell, die klima„skeptische“ Position von ALEC sei unvereinbar mit der von Shell.

## Finanzierung
Die Mitgliedsbeiträge der Gesetzgeber machen zwischen 1 und 2 Prozent des Budgets von ALEC aus; der Großteil wird von Unternehmen, Stiftungen, Unternehmensverbänden oder wohlhabenden Privatpersonen gespendet. So nahm ALEC in den drei Fiskaljahren von 2007 bis 2009 $ 21.615.465 durch letztere ein und nur knapp $ 250.000 durch die Mitgliedsbeiträge der Gesetzgeber. Von den Brüdern Charles und David Koch gingen im Jahr 2009 durch ihre Stiftungen (Claude R. Lambe Foundation und Charles G. Koch Foundation) mindestens $ 200.000 an ALEC. Weitere Stiftungen sind Pete Coors’ Castle Rock Foundation, die John M. Olin Foundation, die Lynde and Harry Bradley Foundation und Richard Mellon Scaifes Allegheny Foundation. ExxonMobil und dessen Stiftung sowie das American Petroleum Institute spendeten ebenfalls an ALEC. Reguläre Mitgliedsbeiträge für Körperschaften belaufen sich auf $ 7.000 bis $ 25.000, Sondergebühren werden z. B. für das Stimmrecht in den Task Forces erhoben. Im „Private Enterprise Board“ der Organisation sitzen unter anderem Vertreter von Koch Industries, ExxonMobil, Peabody Energy und Energy Future Holdings. Zwischen 1995 und 2010 erhielt die Organisation mehr als 1,4 Millionen Dollar von den Tabakkonzernen Philip Morris International und Altria Group.